# أسرة فيصل بن عبد العزيز آل سعود
هذه المقالة تعنى بأسرة الملك فيصل بن عبد العزيز آل سعود
تربى الأمير فيصل بن عبد العزيز آل سعود في بيت جديه لأمه الشيخ «عبد الله بن عبد اللطيف آل الشيخ» و«هيا بنت عبد الرحمن آل مقبل»، حيث لقي منهم اهتماماً كثيراً وغمروه بعطفهم وحنانهم، كما تلقى على يديهما العلم الشرعي، فكان لذلك أثر ديني على شخصيته، وقد تعلم القراءة والكتابة وختم القرآن على يد الشيخ محمد بن مصيبيح قبل أن يبلغ العاشرة من عمره. كما أثر فيه والده عسكرياً وسياسيًا.

## أسرته
| الزوجة                                                                                     | أبناؤه منها |
| ------------------------------------------------------------------------------------------ | --- |
| الأميرة سلطانة بنت أحمد بن محمد السديري (متوفاة)                                           | الأمير عبد الله (متوفى) |
| الملكة عفت بنت محمد بن سعود الثنيان آل سعود (متوفاة)                                       | الأميرة سارة، الأمير محمد (متوفى)، الأميرة لطيفة، الأمير سعود (متوفى)، الأمير عبد الرحمن (متوفى)، الأمير بندر (متوفى)، الأمير تركي، الأميرة لولوة، والأميرة هيفاء |
| الأميرة هيا بنت تركي بن عبد العزيز بن عبد الله آل سعود                                     | الأميرة نورة، الأمير خالد، والأمير سعد (متوفى) |
| الأميرة حصة بنت محمد بن عبد الله آل مهنا أبا الخيل                                         | الأميرة العنود (متوفاة)، والأميرة الجوهرة (متوفاة) |
| الأميرة الجوهرة بنت سعود الكبير، تزوجت بعده من الأمير سعود بن محمد آل سعود (توفيت في 2002) | الأميرة مشاعل (متوفاة) |
| الأميرة منيرة بنت سحيم بن هتيمي آل ثنيان المهاشير (من بنو خالد)                            | الأميرة حصة (متوفاة) |
| الأميرة فاطمة بنت الشيخ عبد العزيز بن محمد آل مشيط الرشيدي الشهراني                        | الأميرة منيرة (توفيت صغيرة) |

## أبناؤه
- عبد الله الفيصل بن عبد العزيز آل سعود.
- محمد الفيصل بن عبد العزيز آل سعود.
- سعود الفيصل بن عبد العزيز آل سعود.
- خالد الفيصل بن عبدالعزيز آل سعود
- عبد الرحمن الفيصل بن عبد العزيز آل سعود.
- سعد الفيصل بن عبد العزيز آل سعود
- بندر الفيصل بن عبد العزيز آل سعود*
- تركي الفيصل بن عبد العزيز آل سعود.

## بناته
- العنود الفيصل بنت عبد العزيز آل سعود (توفيت يوم الثلاثاء الموافق 1431/07/10هـ عن عمر يناهز 85 عامًا).[6] مطلقة من الأمير فهد بن سعود بن عبد العزيز آل سعود، ومتزوجة من الأمير خالد بن تركي بن عبد العزيز بن عبد الله آل سعود.
- الجوهرة الفيصل بنت عبد العزيز آل سعود (توفيت يوم الجمعة الموافق 1435/06/25هـ عن عمر يناهز 86 عامًا).[7] متزوجة من الأمير سعد بن فهد الثاني بن سعد الأول بن عبد الرحمن آل سعود.
- سارة الفيصل بنت عبد العزيز آل سعود، متزوجة من الأمير محمد بن سعود بن عبد العزيز آل سعود.
- مشاعل الفيصل بنت عبد العزيز آل سعود (توفيت يوم السبت الموافق 1432/11/03هـ عن عمر يناهز 72 عامًا).[8] متزوجة من الأمير محمد بن تركي بن عبد العزيز بن عبد الله آل سعود ولها من الأبناء الأمير سعود.[9]وكانت متزوجة من الأمير بدر بن محمد بن عبدالرحمن آل سعود ولها من الأبناء الأميرة نورة (كانت متزوجة من الأمير محمد بن عبدالله بن محمد بن عبدالرحمن آل سعود ولها من الأبناء الأمير عبدالله والأمير خالد والأمير سعود والأميرة لولوة ، ومتزوجة من الأستاذ خالد بن عبدالعزيز التويجري -رئيس الديوان الملكي السابق-:
- نورة الفيصل بنت عبد العزيز آل سعود (توفيت يوم الأحد 10 شعبان 1443هـ)،[10] متزوجة من الأمير سعود بن خالد بن محمد بن عبد الرحمن آل سعود.
- لطيفة الفيصل بنت عبد العزيز آل سعود. متزوجة من الأمير عبد العزيز بن أحمد بن عبد الله الثنيان آل سعود.
- لولوة الفيصل بنت عبد العزيز آل سعود. مطلقة من الأمير سعود بن عبد المحسن بن عبد العزيز آل سعود.
- هيفاء الفيصل بنت عبد العزيز آل سعود. متزوجة من الأمير بندر بن سلطان بن عبد العزيز آل سعود.
- حصة الفيصل بنت عبد العزيز آل سعود (توفيت يوم الخميس الموافق 1442/04/18هـ).[11]
- منيرة الفيصل بنت عبد العزيز آل سعود (توفيت صغيرة).

- فلوه الفيصل بن عبدالعزيز آل سعود